# Parafia św. Jana Ewangelisty w Kwidzynie
Parafia św. Jana Ewangelisty w Kwidzynie – rzymskokatolicka parafia położona w diecezji elbląskiej, w Dekanacie Kwidzyn-Śródmieście. Obejmuje swym zasięgiem dzielnicę Stare Miasto w Kwidzynie. Utworzona w 1972 przy konkatedrze kwidzyńskiej. Mieści się przy ulicy Targowej.